# Eugene (Oregon)
Eugene is een stad in de Amerikaanse staat Oregon, in de Pacific Northwest.  De stad ligt in het uiterste zuiden van de Willamette Valley, daar waar de McKenzie River uitmondt in de Willamette River. De stad is vernoemd naar Eugene Skinner en ligt zo'n tachtig kilometer in vogelvlucht van de kust van Oregon en de Stille Oceaan.
De stad is de county seat van Lane County en na Portland de grootste stad van Oregon. In 2020 telde de stad 176.654 inwoners. Het is hiermee de 146e stad in de Verenigde Staten (2000). De oppervlakte bedraagt 104,8 km², waarmee het de 161e stad is.  In de stad ligt de campus van de University of Oregon, een universiteit met ruim twintigduizend studenten. Ook de kleine, private Bushnell University opereert in Eugene. De stad is de oorspronkelijke vestigingsplaats van Nike voor het bedrijf in de jaren tachtig een nieuw hoofdkwartier uitbouwde in de omgeving van Beaverton, een voorstad van Portland, zo'n honderdvijftig kilometer noordelijker.

## Demografie
De bevolking bestaat voor 12,1% uit mensen ouder dan 65 jaar en voor 31,7% uit eenpersoonshuishoudens. De werkloosheid bedraagt 4,6% (cijfers volkstelling 2000).
Ongeveer 5% van de bevolking van Eugene bestaat uit hispanics en latino's, 1,4% is van Afrikaanse oorsprong en 4,0% van Aziatische oorsprong.
Het aantal inwoners steeg van 113.913 in 1990, naar 137.893 in 2000, 156.185 in 2010 en 176.654 in 2020.

## Klimaat
In januari is de gemiddelde temperatuur 4,9 °C, in juli is dat 19,6 °C. Jaarlijks valt er gemiddeld 1254,0 mm neerslag (gegevens op basis van de meetperiode 1961-1990).

## Sport
Eugene staat bekend als het centrum van de Amerikaanse atletieksport. In atletiekstadion Hayward Field wordt jaarlijks de Prefontaine Classic georganiseerd. De Wereldkampioenschappen atletiek van 2021 werden toegewezen aan Eugene. Ten gevolge van de verplaatsing van de Olympische Spelen van 2020 naar 2021 omwille van de coronapandemie, werd het WK naar juli 2022 verplaatst.

## Plaatsen in de nabije omgeving
De onderstaande figuur toont nabijgelegen plaatsen in een straal van 20 km rond Eugene.

## Geboren in Eugene
- Nancy King (1940-2025), jazzzangeres
- Tim Hardin (1941-1980), zanger/componist
- Jon Anderson (1949), atleet
- Mac Wilkins (1950), atleet
- Danny Ainge (1959), honk- en basketballer
- James Dutton (1968), astronaut
- Eric Christian Olsen (1977), acteur
- Aaron Olsen (1978), wielrenner
- Austin O'Brien (1981), acteur